# Nahuel Zárate
Nahuel Alexandro Zárate (Buenos Aires, 27 gennaio 1993) è un calciatore argentino, difensore del Deportivo Morón.

## Biografia
Nel settembre del 2018 ha ucciso due persone, di 54 e 55 anni, in un incidente stradale a Buenos Aires, in uno scontro con un taxi. A seguito dello schianto il giocatore è stato arrestato ed accusato di omicidio colposo.

## Carriera
Nella stagione 2012-2013 ha giocato 10 partite nella prima divisione argentina; nel corso della stessa stagione disputa anche 2 partite in Coppa Libertadores.